# Světliny 2.díl
Světliny 2.díl (deutsch veraltet Lichtenhain 2. Anteil) ist ein Ortsteil der Gemeinde Dolní Podluží im Bezirk Děčín. Die Ortschaft liegt etwa ein Kilometer nordwestlich der Gemeinde. Zur Stadt Varnsdorf gehört Světliny 1.díl.

## Geschichte
Erstmals erwähnt wurde dieses Lichtenhain im Jahr 1787.
|           | 1869 | 1880 | 1890 | 1900 | 1910 | 1921 | 1930 | 1950 | 1961 | 1970 | 1980 | 1991 | 2001 | 2011 |
| --------- | ---- | ---- | ---- | ---- | ---- | ---- | ---- | ---- | ---- | ---- | ---- | ---- | ---- | ---- |
| Einwohner | 226  | 204  | 197  | 193  | 196  | 147  | 151  | 25   | 14   | 10   | 4    | 4    | 3    | 3    |
| Häuser    | 31   | 31   | 30   | 31   | 31   | 31   | 31   | 29   | .    | 2    | 2    | 3    | 8    | 8    |